# Георг Асмус
Георг Асмус (нім. Georg Asmus; 7 жовтня 1888, Мюльгаузен — 5 травня 1975, Франкфурт-на-Майні) — німецький офіцер, бригадефюрер СС і генерал-майор поліції.

## Біографія
Син старшого пастора Вільгельма Августа Асмуса. В 1901 році поступив у кадетський корпус Оранієнштайн, в 1905 році переведений в основну кадетську школу в Гросс-Ліхтенфельді. В березні 1908 року склав офіцерський іспит і одержав звання лейтенанта, після чого був призначений у 4-й нижньоельзаський піхотний полк № 143 Прусської армії. З квітня 1914 року — викладач кадетської школи Карлсруе. Учасник Першої світової війни, гауптман. З кінця вересня 1918 до середини листопада 1919 року перебував у британському полоні. В 1920 році служив у фрайкорі.
В липні 1920 року поступив на службу в поліцію Франкфурта-на-Майні. З 1926 року працював у поліцейському управлінні Ганновера, з 1929 по 1934 рік викладав у поліцейській школі Ганновера. На початку травня 1933 року вступив у НСДАП (партійний квиток № 3 117 294; за даними Клауса Пацвалля — № 22 949). Протягом чотирьох років, починаючи з квітня 1934 року, Асмус працював заступником командира шуцполіції Франкфурта-на-Майні. Учасник аншлюсу. З 20 квітня 1938 року — командир поліції Франкфурта-на-Майні. В кінці січня 1939 року вступив у СС (№ 313 949).
Після початку Другої світової війни призначений вищим керівником СС і поліції Кракова. Пізніше призначений керівником СС і поліції Чернігова. З березня 1944 до середини квітня 1945 року — командир поліції Бохума.

## Нагороди
- Залізний хрест 2-го і 1-го класу
- Орден Церінгенського лева, лицарський хрест 2-го класу з мечами (2 лютого 1916)
- Королівський орден дому Гогенцоллернів, лицарський хрест з мечами (9 листопада 1918)
- Хрест «За вислугу років» (Пруссія)
- Пам'ятна військова медаль (Австрія) з мечами
- Пам'ятна військова медаль (Угорщина) з мечами
- Почесний хрест ветерана війни з мечами
- Спортивний знак СА в бронзі
- Золотий партійний знак НСДАП (30 січня 1938)
- Медаль «У пам'ять 13 березня 1938 року»
- Йольський свічник
- Кільце «Мертва голова»
- Почесна шпага рейхсфюрера СС
- Застібка до Залізного хреста 2-го класу
- Хрест Воєнних заслуг 2-го і 1-го класу з мечами
- Медаль «За вислугу років у НСДАП» в бронзі (10 років)
- Медаль «За вислугу років у поліції» 3-го, 2-го і 1-го ступеня (25 років)